# John Iredale
John Warwick Iredale (Sydney, 1º agosto 1999) è un calciatore australiano, attaccante del Seoul E-Land e della nazionale australiana.

## Carriera

### Club
Iredale è cresciuto nelle giovanili del Sydney FC, dove ha debuttato il 2 agosto 2017 nell'incontro di FFA Cup vinto 8-0 contro il Darwin Rovers. Poco dopo ha firmato con gli olandesi dell'Heerenveen dove è rimasto per due stagioni dove ha giocato con l'Under-19 e l'Under-21 prima di rescindere il contratto.
L'estate del 2019 è stato acquistato dal Wolfsburg che lo ha assegnato alla seconda squadra. Ha debuttato il 26 luglio nell'incontro di Regionalliga vinto 2-1 contro il Weiche Flensburgo dove ha segnato la rete decisiva. Rimasto svincolato, nel 2021 ha firmato con il Paderborn che lo ha prestato al Wehen Wiesbaden. Ha debuttato con il nuovo club il 28 agosto 2021 nell'incontro di 3. Liga perso 4-2 contro il Magdeburgo e l'11 settembre ha segnato il suo primo gol contro il Viktoria Berlino. Al termine della stagione è stato acquistato a titolo definitivo dal club rossonero.

### Nazionale
Nel dicembre 2023 è stato incluso nella lista dei convocati dell'Australia per la Coppa d'Asia 2023. Fa il suo esordio con la massima selezione australiana il 21 marzo 2023 nel successo per 2-0 contro il Libano. Cinque giorni dopo, nel ritorno della sfida contro i libanesi (vinta 5-0), realizza la sua prima rete con i Socceroos.

## Statistiche

### Presenze e reti nei club
Statistiche aggiornate al 19 febbraio 2024.
| Stagione        | Squadra         | Campionato      | Campionato | Campionato | Coppe nazionali | Coppe nazionali | Coppe nazionali | Coppe continentali | Coppe continentali | Coppe continentali | Altre coppe | Altre coppe | Altre coppe | Totale | Totale | Totale |
| Stagione        | Squadra         | Comp            | Pres       | Reti       | Comp            | Pres            | Reti            | Comp               | Pres               | Reti               | Comp        | Pres        | Reti        | Pres   | Reti   |        |
| --------------- | --------------- | --------------- | ---------- | ---------- | --------------- | --------------- | --------------- | ------------------ | ------------------ | ------------------ | ----------- | ----------- | ----------- | ------ | ------ | ------ |
| 2017-2018       | Sydney FC       | AL              | 0          | 0          | CA              | 1               | 0               |                    | -                  | -                  |             | -           | -           | 1      | 0      |        |
| 2019-2020       | Wolfsburg II    | RL              | 13         | 10         |                 | -               | -               |                    | -                  | -                  |             | -           | -           | 13     | 10     |        |
| 2020-2021       | Wolfsburg II    | RL              | 8          | 5          |                 | -               | -               |                    | -                  | -                  |             | -           | -           | 8      | 5      |        |
| 2021-2022       | Wehen Wiesbaden | 3L              | 12         | 3          | CG              | 0               | 0               |                    | -                  | -                  |             | -           | -           | 12     | 3      |        |
| 2022-2023       | Wehen Wiesbaden | 3L              | 32+2       | 6+1        | CG              | 0               | 0               |                    | -                  | -                  |             | -           | -           | 34     | 7      |        |
| 2023-2024       | Wehen Wiesbaden | 2L              | 13         | 2          | CG              | 0               | 0               |                    | -                  | -                  |             | -           | -           | 13     | 2      |        |
| Totale carriera | Totale carriera | Totale carriera | 80         | 27         |                 | 1               | 0               |                    | -                  | -                  |             | -           | -           | 81     | 27     |        |